# سایوری کوکوشو
سایوری کوکوشو (انگلیسی: Sayuri Kokushō؛ زادهٔ ۲۲ دسامبر ۱۹۶۶) موسیقی‌دان اهل ژاپن است. وی از سال ۱۹۸۵ میلادی تاکنون مشغول فعالیت بوده‌است.
از فیلم‌ها یا برنامه‌های تلویزیونی که وی در آن نقش داشته‌است می‌توان به اورکا اشاره کرد.